# Primula kwangtungensis
Primula kwangtungensis är en viveväxtart som beskrevs av William Wright Smith. Primula kwangtungensis ingår i släktet vivor, och familjen viveväxter. Inga underarter finns listade i Catalogue of Life.